# Ricky Soliver
Ricky Soliver, né le 25 avril 1984, est un joueur de basket-ball professionnel dominicain. Il mesure 1,90 m.

## Clubs
- 2006 - 2007 :  Nancy (Pro A)
- 2007 - 2008 :  Nanterre (Pro B)
- 2008 - 2009 :  Karma Basket Podebrady (Division 1)
- 2009 - 2010 :  Chalon-sur-Saône (Pro A)
- Toros de Aragua